# Galgebeek
De Galgebeek is een beek in de Belgische provincie Antwerpen. Ze wordt gevormd door de samenloop van de Zijpse Polderloop en de Potaardeloop te Duffel.
De Galgebeek mondde vroeger ter hoogte van het Hulsbroek uit in de Nete, haar loop werd echter verlegd voor de aanleg van de zinkbekkens van de Antwerpse Waterwerken. Tegenwoordig volgt de beek deze zinkbekkens, en mondt uit in de Itterbeek/Lekbeek, om ter hoogte van het "Doodeind" alsnog in de Nete te stromen.